# Jagodno
Jagodno falu Horvátországban Zágráb megyében. Közigazgatásilag Velika Goricához tartozik.

## Fekvése
Zágráb központjától 18 km-re délkeletre, községközpontjától 5 km-re keletre, a Túrmező síkságán fekszik.

## Története
1225-ben IV. Béla még szlavón hercegként a zágrábi várhoz tartozó egyes jobbágyokat nemesi rangra emelt, akik mentesültek a várispánok joghatósága alól és a zágrábi mező (Campi Zagrabiensis) nemeseinek közössége, azaz saját maguk által választott saját joghatóság (comes terrestris) alá kerültek. Az így megalakított Túrmezei Nemesi Kerülethez tartozott a település is, a Polje járás része volt.
A túrmezei kerület megszüntetése után a falut is a Zágráb vármegyéhez csatolták. 1857-ben 123, 1910-ben 261 lakosa volt. Trianon előtt Zágráb vármegye Nagygoricai járásához tartozott. 2001-ben a falunak 456 lakosa volt. Egyházilag a novo čičei Keresztelő Szent János plébániához tartozik.

## Lakosság
| Lakosság változása | Lakosság változása | Lakosság változása | Lakosság változása | Lakosság változása | Lakosság változása | Lakosság változása | Lakosság változása | Lakosság változása | Lakosság változása | Lakosság változása | Lakosság változása | Lakosság változása | Lakosság változása | Lakosság változása |
| ------------------ | ------------------ | ------------------ | ------------------ | ------------------ | ------------------ | ------------------ | ------------------ | ------------------ | ------------------ | ------------------ | ------------------ | ------------------ | ------------------ | ------------------ |
| 1857               | 1869               | 1880               | 1890               | 1900               | 1910               | 1921               | 1931               | 1948               | 1953               | 1961               | 1971               | 1981               | 1991               | 2001               |
| 123                | 137                | 162                | 183                | 227                | 261                | 243                | 230                | 227                | 222                | 210                | 199                | 227                | 272                | 456                |

## Nevezetességei
A falu környéke az Odra folyó évszázados tölgyesekkel és ligetekkel ékes forrásvidéke természetvédelmi terület.